# Saison 2016-2017 de l'Union sportive carcassonnaise XV
Cette page présente la saison 2016-2017 de l'Union sportive carcassonnaise en Pro D2.

## Entraîneurs
- Mathieu Cidre (avants)
- Nicolas Nadau (arrières)

## Effectif 2016-2017
| Nom                      | Poste          | Naissance         | Nationalité sportive | International | Dernier club               | Arrivée au club (année) |
| ------------------------ | -------------- | ----------------- | -------------------- | ------------- | -------------------------- | ----------------------- |
| Andrei Ursache           | Pilier         | 10 mai 1984       | Roumanie             |               | Rugby club Steaua Bucarest | 2012                    |
| François-Joseph Bordewie | Pilier         | 20 juillet 1993   | France               | -             | RC Toulon                  | 2015                    |
| Ionel Badiu              | Pilier         | 29 juillet 1989   | Roumanie             | -             | Stade Rodez Aveyron        | 2014                    |
| Semisi Telefoni          | Pilier         | 20 décembre 1982  | Tonga                | -             | SU Agen                    | 2015                    |
| Giorgi Natsarashvili     | Pilier         | 1er avril 1985    | Géorgie              |               | Section paloise            | 2016                    |
| Xérom Civil              | Pilier         | 2 avril 1994      | France               | -             | Union Bordeaux Bègles      | 2016                    |
| Luc Bissuel              | Talonneur      | 9 septembre 1988  | France               | -             | FC Auch                    | 2014                    |
| Clément Jullien          | Talonneur      | 16 mai 1992       | France               | -             | US Oyonnax                 | 2015                    |
| Thomas Sauveterre        | Talonneur      | 10 mai 1993       | France               |               | Montpellier HR             | 2016                    |
| Cédric Guironnet         | Deuxième ligne | 14 juillet 1985   | France               | -             | Union Bordeaux Bègles      | 2010                    |
| François Tisseau         | Deuxième ligne | 25 novembre 1983  | France               | -             | Union Bordeaux Bègles      | 2013                    |
| Alin Coste               | Deuxième ligne | 28 février 1987   | Roumanie             |               | US bressane                | 2014                    |
| Rory Walton              | 2e ligne       | 11 avril 1989     | Australie            |               | Perth Spirit               | 2016                    |
| Jean-Baptiste Roidot     | 2e ligne       | 9 mars 1988       | France               |               | SU Agen                    | 2016                    |
| Alex Galletly            | 2e ligne       | 17 décembre 1996  | Angleterre           |               | Leicester Tigers           | 2016                    |
| Joël Koffi               | 3e ligne       | 7 novembre 1984   | France               | -             | US Montauban               | 2010                    |
| Emmanuel Étien           | 3e ligne       | 14 mars 1981      | France               | -             | US Montauban               | 2010                    |
| Sanele Vavae Tuilagi     | 3e ligne       | 15 juin 1988      | Samoa                | -             | RC Narbonne                | 2013                    |
| Kevin Gimeno             | 3e ligne       | 11 septembre 1991 | France               | -             | Montpellier HR             | 2014                    |
| Tui Katoa                | 3e ligne       | 25 novembre 1994  | Nouvelle-Zélande     | -             | Union Bordeaux Bègles      | 2015                    |
| Alexis Mouysset          | 3e ligne       | 17 avril 1995     | France               |               | SC Albi                    | 2016                    |
| Edgar Tuinukuafe         | 3e ligne       | 7 octobre 1993    | Tonga                |               | Stade toulousain           | 2016                    |
| Josefa Domolailai        | 3e ligne       | 11 décembre 1985  | Fidji                |               | Section paloise            | 2016                    |
| Carol Raynaud            | Mêlée          | 25 janvier 1993   | France               | -             | Formé au club              | 2012                    |
| Yohan Domenech           | Mêlée          | 19 avril 1993     | France               | -             | US Oyonnax                 | 2015                    |
| Thibaud Lautier          | Mêlée          | 4 septembre 1996  | France               | -             | AS Béziers                 | 2015                    |
| Felipe Berchesi          | Ouverture      | 12 avril 1991     | Uruguay              | -             | SO Chambéry                | 2015                    |
| Adrien Latorre           | Ouverture      | 4 septembre 1990  | France               | -             | RC Massy                   | 2015                    |
| Antoine Lescalmel        | Ouverture      | 20 novembre 1987  | France               | -             | US Montauban               | 2017                    |
| Fabien Grammatico        | Centre         | 16 mai 1985       | France               | -             | RC Narbonne                | 2014                    |
| Tom Matthews             | Centre         | 30 septembre 1990 | Australie            | -             | Gordon RFC                 | 2015                    |
| Javiah Pohe              | Centre         | 24 juin 1994      | Angleterre           | -             | Nottingham RFC             | 2015                    |
| Mathieu Guillomot        | Centre         | 15 novembre 1993  | France               | -             | Castres olympique          | 2015                    |
| Louis Marrou             | Centre         | 14 septembre 1993 | France               |               | Provence rugby             | 2016                    |
| Pedro Bettencourt        | Centre         | 18 novembre 1994  | Portugal             |               | ASM Clermont               | 2016                    |
| Benoît Lazzarotto        | Ailier         | 21 janvier 1988   | France               | -             | Formé au club              | 2009                    |
| Thierry Brana            | Ailier         | 6 février 1986    | France               | -             | Union Bordeaux Bègles      | 2013                    |
| Arthur Dentresangle      | Ailier         | 29 janvier 1994   | France               | -             | CS Bourgoin-Jallieu        | 2015                    |
| Aisea Natoga             | Ailier         | 5 septembre 1990  | Fidji                | -             | Ospreys                    | 2015                    |
| Daniel Kilioni           | Ailier         | 22 février 1993   | Tonga                |               | FC Grenoble                | 2016                    |
| Manuel Boutet            | Ailier         | 23 janvier 1995   | France               | -             | Valence Romans DR          | 2016                    |
| Benoît Jasmin            | Arrière        | 29 mai 1991       | France               |               | RC Narbonne                | 2016                    |
| Benjamin Caminati        | Arrière        | 12 octobre 1989   | France               | -             | FC Auch                    | 2014                    |

## Calendrier et résultats

### Matchs amicaux[1]
- US Carcassonne - RC Vannes :  24-13
- Provence rugby - US Carcassonne :  19-21
- USAP - US Carcassonne :  22-8

### Pro D2
| - SC Albi - US Carcassonne : 23-23 - Colomiers rugby - US Carcassonne : 24-3 - US Carcassonne - AS Béziers : 17-9 - US Carcassonne - USA Perpignan : 38-20 - US Oyonnax - US Carcassonne : 35-20 - US Carcassonne - Soyaux Angoulême XV : 10-6 - Biarritz olympique - US Carcassonne : 36-18 - US Carcassonne - Stade aurillacois : 47-13 - Stade montois - US Carcassonne : 28-20 - US Carcassonne - CS Bourgoin-Jallieu : 19-10 - RC Vannes - US Carcassonne : 22-25 - US Carcassonne - US Montauban : 17-28 - SU Agen - US Carcassonne : 33-7 - US Carcassonne - US Dax : 36-0 - RC Narbonne - US Carcassonne : 27-26 | - US Carcassonne - SC Albi : 36-41 - US Carcassonne - Colomiers rugby : 26-14 - AS Béziers - US Carcassonne : 26-17 - USA Perpignan - US Carcassonne : 17-13 - US Carcassonne - US Oyonnax : 34-19 - Soyaux Angoulême XV - US Carcassonne : 31-14 - US Carcassonne - Biarritz olympique : 32-9 - Stade aurillacois - US Carcassonne : 26-17 - US Carcassonne - Stade montois : 25-22 - CS Bourgoin-Jallieu - US Carcassonne : 19-20 - US Carcassonne - RC Vannes : 29-27 - US Montauban - US Carcassonne : 20-6 - US Carcassonne - SU Agen : 12-19 - US Dax - US Carcassonne : 25-15 - US Carcassonne - RC Narbonne : 26-13 |

| Rang | Club                    | J  | V  | N | D  | Bo | Bd | Pm  | Pe  | Diff | Pts |
| ---- | ----------------------- | -- | -- | - | -- | -- | -- | --- | --- | ---- | --- |
| 1    | Oyonnax Rugby (R)       | 30 | 19 | 0 | 11 | 7  | 7  | 790 | 637 | +153 | 90  |
| 2    | SU Agen (R)             | 30 | 18 | 2 | 10 | 5  | 6  | 780 | 624 | +156 | 87  |
| 3    | US Montauban            | 30 | 19 | 0 | 11 | 6  | 4  | 726 | 533 | +193 | 86  |
| 4    | Stade montois           | 30 | 17 | 0 | 13 | 6  | 9  | 738 | 588 | +150 | 83  |
| 5    | Biarritz olympique      | 30 | 18 | 0 | 12 | 5  | 4  | 730 | 637 | +93  | 81  |
| 6    | USA Perpignan           | 30 | 16 | 1 | 13 | 9  | 4  | 744 | 589 | +155 | 79  |
| 7    | Colomiers Rugby         | 30 | 17 | 1 | 12 | 5  | 3  | 760 | 593 | +167 | 78  |
| 8    | Stade aurillacois       | 30 | 15 | 0 | 15 | 5  | 5  | 689 | 712 | -23  | 70  |
| 9    | US Carcassonne          | 30 | 14 | 1 | 15 | 3  | 3  | 648 | 642 | +6   | 64  |
| 10   | AS Béziers              | 30 | 13 | 0 | 17 | 7  | 4  | 694 | 667 | +27  | 63  |
| 11   | RC Vannes (P)           | 30 | 12 | 2 | 16 | 2  | 7  | 659 | 735 | -76  | 61  |
| 12   | RC Narbonne             | 30 | 14 | 1 | 15 | 3  | 0  | 616 | 746 | -130 | 61  |
| 13   | Soyaux Angoulême XV (P) | 30 | 13 | 1 | 16 | 2  | 5  | 565 | 686 | -121 | 61  |
| 14   | US Dax                  | 30 | 13 | 0 | 17 | 1  | 6  | 647 | 845 | -198 | 59  |
| 15   | SC Albi                 | 30 | 12 | 2 | 16 | 1  | 4  | 641 | 781 | -140 | 57  |
| 16   | CS Bourgoin-Jallieu     | 30 | 4  | 1 | 25 | 1  | 6  | 452 | 864 | -412 | 17¹ |

## Statistiques

### Statistiques collectives
Attaque
Défense

### Statistiques individuelles
Meilleurs réalisateurs
1. Adrien Latorre : 155 points (36 pénalités, 0 drop, 21 transformations, 1 essai)
2. Antoine Lescalmel : 141 points (30 pénalités, 1 drop, 19 transformations, 2 essais)

Meilleurs buteurs
1. Adrien Latorre : 150 points (36 pénalités, 0 drop, 21 transformations)
2. Antoine Lescalmel : 131 points (30 pénalités, 1 drop, 19 transformations)

Meilleur marqueur
- Benoît Lazzarotto : 11 essais

Joueurs les plus sanctionnés
- Semisi Telefoni :  3 (2 cartons jaunes, 1 carton rouge)